# Bottich
Ein Bottich ist ein großes, rundes oder ovales, oben offenes Gefäß, das meistens aus Holz, Metall oder Beton gefertigt ist. In Süddeutschland und Österreich Schaff oder Schaffel; auch Scheffel, Zuber oder Bütte. In der Schweiz auch Zuber oder Bütti genannt.

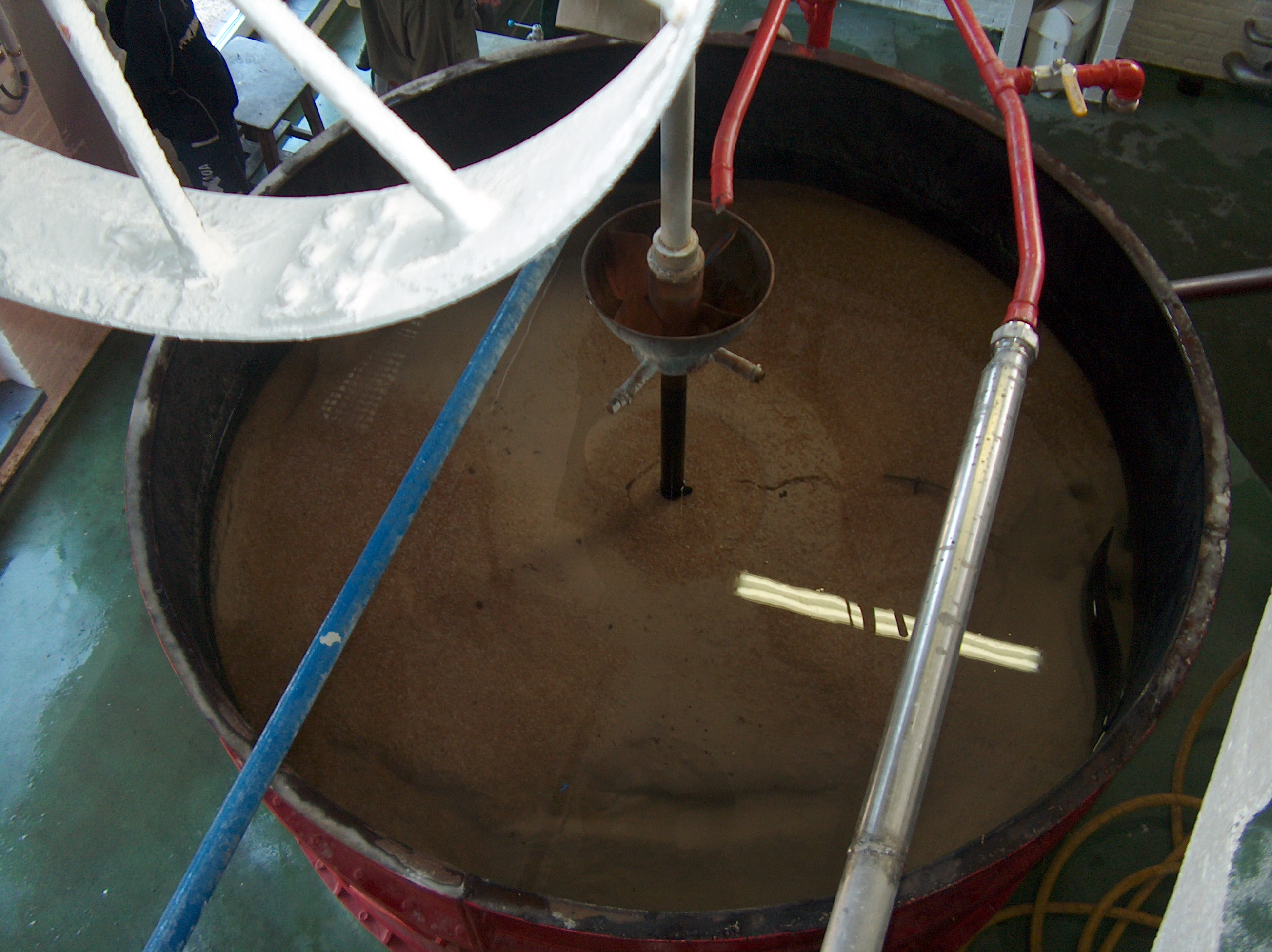
Voller Braubottich

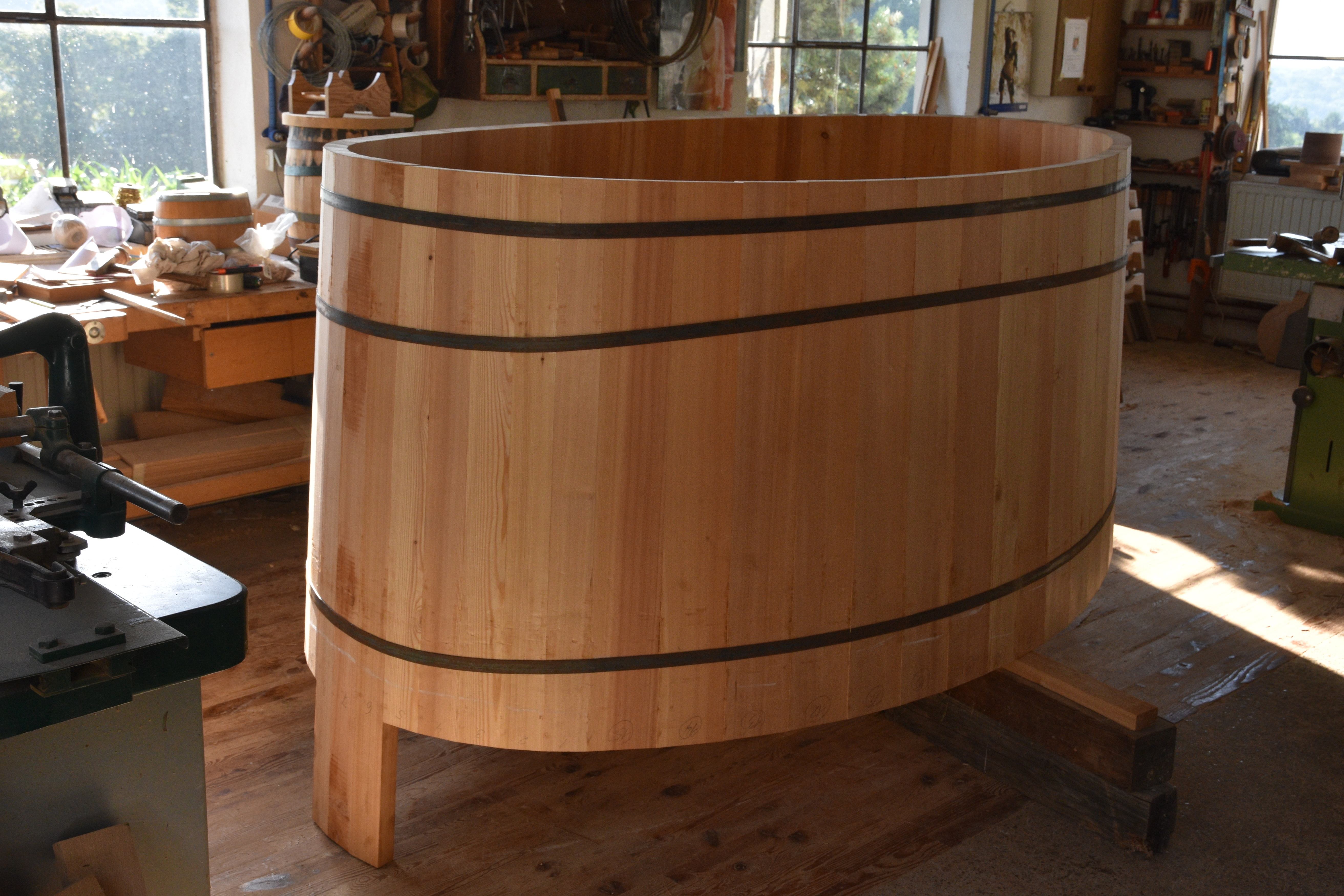
Herstellung eines Badebottichs

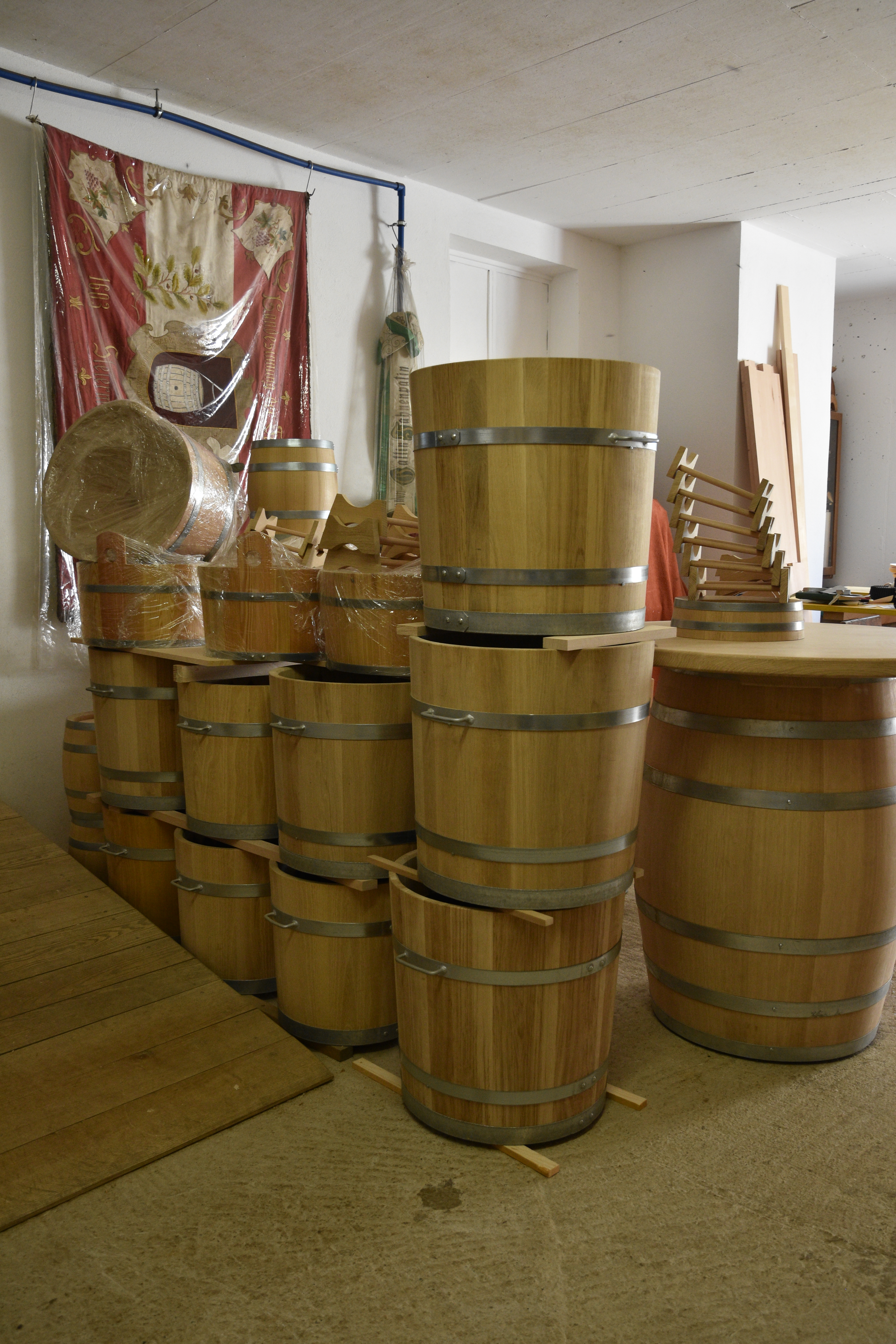
Bottich

In der Weinproduktion wird der Bottich für Gärung und Lagerung des Weines eingesetzt, ebenso beim Bierbrauen. Früher wurden dafür ausschließlich Holzgefäße verwendet, die wie die bauchigen, geschlossenen Fässer aus Dauben zusammengesetzt und gewöhnlich mit eisernen Reifen versehen wurden. Die Fertigung übernahm der Böttcher (siehe Küfer). Der Name Bottich ist erhalten geblieben und bezeichnet weiterhin Gärgefäße, die heute vorwiegend aus hygienischen Gründen aus rostfreiem Stahl, Kupfer, Keramik oder anderen leicht zu reinigenden Materialien bestehen.
Der Begriff ist ebenso in Gerbereien und beim Saunieren zu finden. Bei letzteren bezeichnet es meistens den Badewannen ähnliche Behälter für kühle Tauchbäder.